# María Gorbeña
María Gorbeña Mazarrasa (Santander, 1947) es una fotógrafa y empresaria española.

## Trayectoria
Nacida en Santander en 1947, Gorbeña inició su trayectoria como fotógrafa en la década de 1970. En las primeras etapas de su carrera como fotógrafa se acercó a la obra de Pedro Fernández Palazuelos. Siguió formándose en talleres y encuentros con fotógrafos como Jorge Fernández, además de con Tony Catany, Koldo Chamorro, Humberto Rivas, Daniel Canogar y Carlos Cánovas en las actividades del Aula de Fotografía de la Universidad de Cantabria.
Su obra artística se expuso por primera vez en 1995 en la Fundación Caja Cantabria (Casyc), y continuó al año siguiente su trayectoria expositiva de manera individual en espacios como la Galería EFTI de Madrid y en otros espacios culturales de Cantabria como la Galería Didáctica de San Vicente de la Barquera, El Círculo de Recreo de Torrelavega y en la Casa de Cultura de Cabezón de la Sal.
En 2002, fue incluida en la muestra 'Mujeres en el arte' creada a partir de los fondos pictóricos, fotográficos y escultóricos de la Colección de arte de Caja Cantabria de artistas vinculadas a Cantabria como Gorbeña, Victoria Civera, Gloria Torner, Chelo Matesanz o Concha García entre otras. En 2007, formó parte de las exposiciones colectivas 'Límites' y 'Paisajes de agua' celebradas en el Palacete del Embarcadero de Santander con motivo de su 75 aniversario. También ha participado en varias ediciones del Festival de Fotografía y Vídeo, Foconorte con una exposición.
En 2020 el Museo de Arte Moderno y Contemporáneo de Santander, la Fundación Caja Cantabria y Cantabria |MAS seleccionaron a Gorbeña para participar en la iniciativa a favor de la Cocina Económica de Santander #QuédateEnCasa junto a otros fotógrafos como María Bodega Zugasti, Sonia Higuera, Sara Huete, Laura Irizabal, Marieta Laínz, Zaida Salazar, Maichack Tamanaco, Emilia Trueba o Gloria Pereda entre otros.
En 2022, su obra también fue expuesta en el Centro de Documentación de la Imagen de Santander (CDIS) de la Concejalía de Cultura del Ayuntamiento de Santander. Ese mismo año, el Ayuntamiento de Santander seleccionó a Gorbeña junto con otros artistas de trayectoria consolidada como Miriam Ocariz, Victoria Civera, Gloria Pereda, Belén de Benito, Marta Valledor o Ignacio Gotia, para participar en la muestra 'Arte peatonal'.
Como fotógrafa de interiorismo, Gorbeña ha trabajado regularmente durante más de dos décadas en la revista Nuevo Estilo y otras publicaciones del sector en el ámbito de la decoración. Su trayectoria creativa, desarrollada desde mediados de los años 90 en diferentes espacios de arte de Cantabria y Madrid, retrata los paisajes marítimos y el paso del tiempo.

## Reconocimientos
En 2010, Gorbeña fue, junto a la comisaria y crítica de arte, Mónica Álvarez Careaga, y el fotógrafo y codirector de Foconorte, Paco Roales, parte del jurado IV Premio de Fotografía Digital del Ayuntamiento de Santander-Foconorte.
En 2019 fue una de las fotógrafas seleccionadas por el Gobierno de Cantabria para participar en la exposición colectiva 'Con las manos en la masa. Reasignando roles a la mujer del siglo XXI' por el Día Internacional de la Mujer que incluía también las obras de otros artistas como Santiago Sagredo, Javier Arias, María Bodega, Arantxa Cobo, Belén de Benito, María de las Casas, Ana Diez, Simona Gaddi, Helena Garay o Tamara García, entre otros.